# 龍翔官立中學
龍翔官立中學（英語：Lung Cheung Government Secondary School），簡稱龍翔官中，舊稱龍翔官立工業中學，位於九龍黃大仙，是香港一所已停辦的官立中學，由前教育司署於1970年創校，至2024年停辦。因應1997年工業中學教育改革，該校轉型為文法中學，同年易名為「龍翔官立中學」。
該校校訓為「開物成務」，第一任校長為一名英國退伍軍艦艦長祁禮輔少校。作為前工業學校，龍翔官中歷史上中一至中五僅收男生，僅於預科兩級兼收女生；但自改制後，該校轉為男女校。

## 歷史

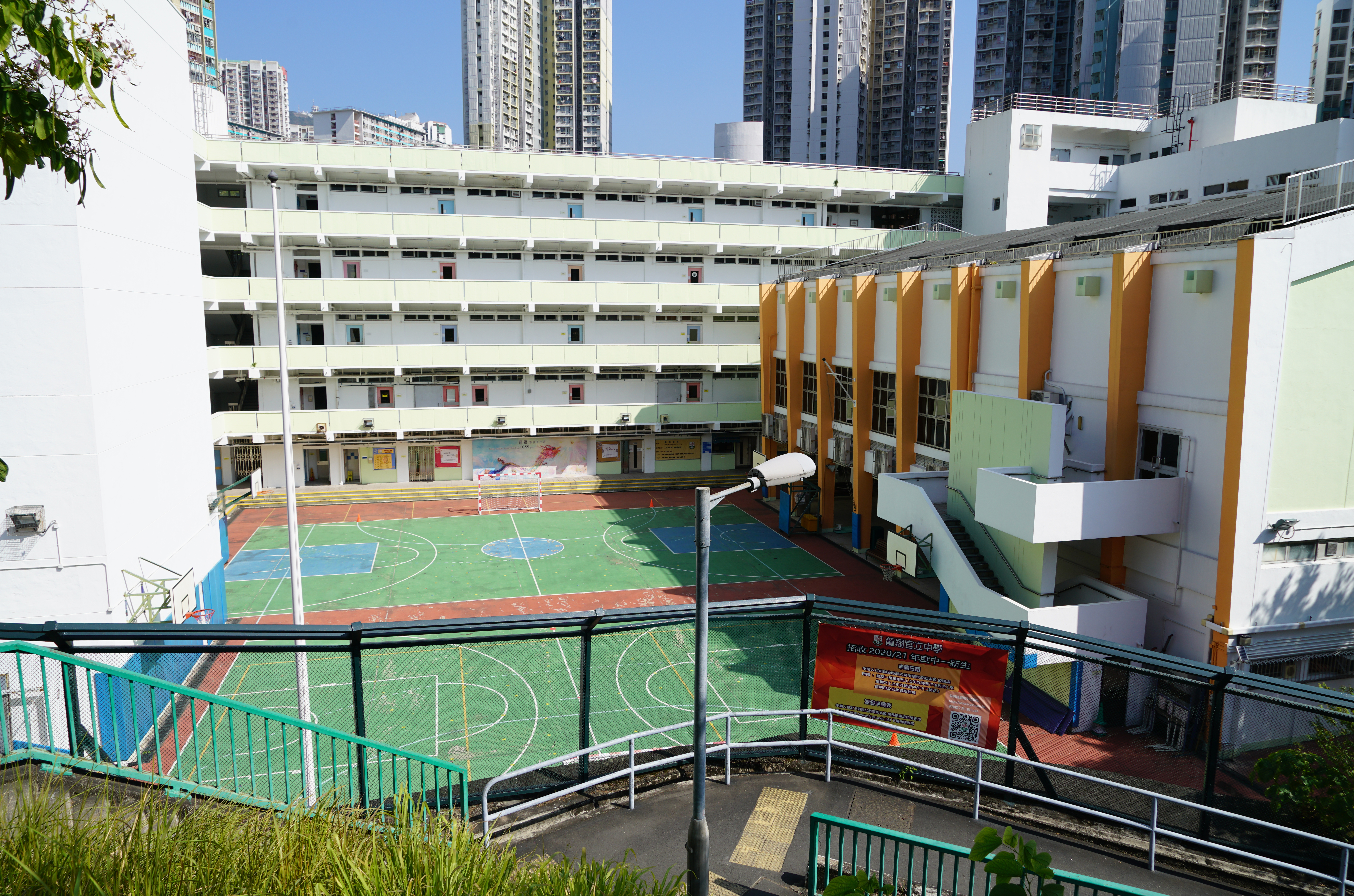
龍翔官立中學的校舍外觀

龍翔官立中學創立於1970年，最初校名為「龍翔官立工業中學」（Lung Cheung Government Secondary Technical School），於1997年9月改名為龍翔官立中學。它是一所全日制官立中學，校址原為木屋區「仁愛新村」，於1969年4月清拆，所有居民遷往秀茂坪邨。及後，政府於1970年1月展開建校工程，1971年9月開始招生，創校目的旨在方便當時居住於北九龍黃大仙、竹園、橫頭磡等人口稠密地區的大約一千名男童可接受工業教育。學校於1993年成立家長教師會。同年參加教育署之學校管理新措施計劃，並成立學校管理諮議會，舊生會亦於翌年重新成立。
該校曾於馬仔坑木屋區五級大火後，作為暫時收容中心給流離失所的災民。另外，與廣州市番禺區南村中學和上海市閔行區教育學院附屬中學為姊妹學校。
由於中學適齡人口將會出現結構性下降，加上該校位處的黃大仙區有較多剩餘學位，故教育局宣布學校將於2022/23學年起與九龍工業學校合併。於2022/2023學年起停止開辦中一及中四班級，龍翔官立中學於2024/2025學年結束營運。消息公佈時（即2020/21學年）就讀中四至中六級的學生會在原校完成高中課程；而中一至中三級仍就讀該校的學生，在完成初中課程後可轉往九龍工業學校升讀中四。按照現時的安排，龍翔官立中學騰出的校舍，將於2025–2028年間用作灣仔聖若瑟小學重建期間的臨時校舍，其後用途未定。

## 學校行政
歷任校長
- 1970年-1979年：祁禮輔（G. B. Griffiths）少校[11]
- 1979年-1987年：江紹忠先生[12]
- 1987年-1992年：劉潤霖先生[13]
- 1992年-1995年：劉繼海先生[1]
- 1995年-1999年：申燕偉先生
- 1999年-2002年：李國威先生[14]
- 2002年-2006年：李國佳先生[15][16]
- 2006年-2007年：陳柯瑞芳女士
- 2007年-2008年：張吳玉枝女士[17]
- 2008年-2010年：趙譚繼謙女士[12]
- 2010年-2011年：李永良先生[18][19]
- 2011年-2013年：廖綵煥先生[20]
- 2013年-2015年：黃國輝先生[21][22][23]
- 2015年-2016年：賴炳輝先生[24]
- 2016年-2017年：余國健先生[25]
- 2017年-2018年：陳章霖先生[26]
- 2018年-2021年：黃結馨女士[8]
- 2021年-2022年：翁翠華女士
- 2022年-2024年：羅文德先生

## 著名／傑出校友
宗教、學術界
- 夏志誠（1978年中七）：天主教香港教區輔理主教、領銜天主教Simittu教區主教[27]
- 趙汝恆（1985年中七）：香港理工大學副校長(研究及創新)及熱能與環境工程講座教授，香港大學工程學院院長，曾任香港科技大學機械工程系副系主任、教授[28]
- 譚天祐：美國內華達大學里諾分校數學與統計系系主任、教授（Seneca C. and Mary B. Weeks Chair in Mathematics）、美國奧本大學數學與統計系前任系主任（2012–2018）、榮譽退休教授（2018–）[29]

演藝界
- 單立文（1975年中五）：香港男歌手及演員、著名音樂組合Blue Jeans前成員[30]
- 吳業坤（2010年中七）：香港男歌手、演員、節目主持[31]
- 蔡國威（1991年中五）：香港男演員、節目主持[註 1]
- 夏禮光（1980年中五）：亞洲電視前副總裁[28]
- 王民聲：前香港無綫電視編劇

商界
- 莊超平：幸運工業集團董事總經理、香港壓鑄業協會會長、香港工業專業評審局榮譽院士
- 葉毅邦（1979年中三）：吉林港華燃氣有限公司總經理
- 葉毅生（1979年中三）：遠東控股國際有限公司前執行董事、澳洲中華總商聯合會副會長、兩岸和平發展聯合總會名譽會長兼常務副理事長、香港資訊科技聯會副會長、香港軟件行業協會副會長兼總幹事[20]
- 譚憲維（1980年中七）：中國平安保險（集團）信息安全總監[28]
- 黃力衡（1970年中五）：前香港國際貨櫃碼頭工程部總經理[15]
- 敖少興：中華煤氣工程總監[18]
- 朱偉年（1983年中五）：泰雷茲集團（香港）有限公司亞太地區業務發展總監[32]

體育、專業、政治界
- 司徒文俊：前香港足球代表
- 杜韋諾：前香港田徑代表；香港超級聯賽球隊元朗體能教練
- 甘兆麟（2004年中五）：香港保齡球運動員
- 余冠威：香港公民黨總策劃幹事、創黨執行委員；前香港樹仁學院（現為香港樹仁大學）學生會會長及香港專上學生聯會常委會主席
- 陳振哲：香港大埔區議會前區議員[28]
- 張展豪（1980年中七）：香港羅兵咸永道會計師事務所及普華永道中天會計師事務所深圳分所合伙人、深圳前海普華永道商務咨詢服務公司總經理[33]
- 郭俊峯（1985年中五）：香港入境事務處處長[34]

## 相關事件
2021年4月，教育局向立法會呈交文件，披露有4名教師被取消註冊資格，其中一位是龍翔官立中學的教師，他被指控專業失德投訴成立，該名教師被批評「側重貶損國家、挑起學生對國家和中國人民反感」。

## 外部連結
- 龍翔官立中學網站 （页面存档备份，存于）

22°20′35″N 114°11′23″E / 22.342921°N 114.189824°E